# Сентро Фамилијар ла Соледад (Леон)
Сентро Фамилијар ла Соледад (шп. Centro Familiar la Soledad) насеље је у Мексику у савезној држави Гванахуато у општини Леон. Насеље се налази на надморској висини од 1941 м.

## Становништво
Према подацима из 2010. године у насељу је живело 32159 становника.

### Хронологија
| Година       | 2000                | 2005                  | 2010                  |
| ------------ | ------------------- | --------------------- | --------------------- |
| Становништво | 18526 (9324 / 9202) | 20821 (10472 / 10349) | 32159 (16060 / 16099) |

### Попис
| \| \| м \| \| \| ж \| \| 0—2 \| 1.261 \| \| \| 1.189 \| \| 3—5 \| 1.240 \| \| \| 1.246 \| \| 6—11 \| 2.548 \| \| \| 2.443 \| \| 12—14 \| 1.146 \| \| \| 1.103 \| \| 15—17 \| 1.120 \| \| \| 1.112 \| \| 18—24 \| 2.153 \| \| \| 2.274 \| \| 60+ \| 516 \| \| \| 542 \| \| Просек : \| 24,4 \| \| \| 24,8 \| |       |  |  |       |
| |       |  |  |       |
| | м     |  |  | ж     |
| 0—2 | 1.261 |  |  | 1.189 |
| 3—5 | 1.240 |  |  | 1.246 |
| 6—11 | 2.548 |  |  | 2.443 |
| 12—14 | 1.146 |  |  | 1.103 |
| 15—17 | 1.120 |  |  | 1.112 |
| 18—24 | 2.153 |  |  | 2.274 |
| 60+ | 516   |  |  | 542   |
| Просек : | 24,4  |  |  | 24,8  |

| #   | Индикатор                                                                                        | Вредност |
| --- | ------------------------------------------------------------------------------------------------ | -------- |
| 1   | Становништво од 0 до 2 године                                                                    | 2450     |
| 2   | Мушко становништво од 0 до 2 године                                                              | 1261     |
| 3   | Женско становништво од 0 до 2 године                                                             | 1189     |
| 4   | Становништво са 3 и више година                                                                  | 29685    |
| 5   | Мушко становништво са 3 и више година                                                            | 14789    |
| 6   | Женско становништво са 3 и више година                                                           | 14896    |
| 7   | Становништво са 5 и више година                                                                  | 28030    |
| 8   | Мушко становништво са 5 и више година                                                            | 13959    |
| 9   | Женско становништво са 5 и више година                                                           | 14071    |
| 10  | Становништво са 12 и више година                                                                 | 22208    |
| 11  | Мушко становништво са 12 и више година                                                           | 11001    |
| 12  | Женско становништво са 12 и више година                                                          | 11207    |
| 13  | Становништво са 15 и више година                                                                 | 19959    |
| 14  | Мушко становништво са 15 и више година                                                           | 9855     |
| 15  | Женско становништво са 15 и више година                                                          | 10104    |
| 16  | Становништво са 18 и више година                                                                 | 17727    |
| 17  | Мушко становништво са 18 и више година                                                           | 8735     |
| 18  | Женско становништво са 18 и више година                                                          | 8992     |
| 19  | Становништво од 3 до 5 година                                                                    | 2486     |
| 20  | Мушко становништво од 3 до 5 година                                                              | 1240     |
| 21  | Женско становништво од 3 до 5 година                                                             | 1246     |
| 22  | Становништво од 6 до 11 година                                                                   | 4991     |
| 23  | Мушко становништво од 6 до 11 година                                                             | 2548     |
| 24  | Женско становништво од 6 до 11 година                                                            | 2443     |
| 25  | Становништво од 8 до 14 година                                                                   | 5503     |
| 26  | Мушко становништво од 8 до 14 година                                                             | 2778     |
| 27  | Женско становништво од 8 до 14 година                                                            | 2725     |
| 28  | Становништво од 12 до 14 година                                                                  | 2249     |
| 29  | Мушко становништво од 12 до 14 година                                                            | 1146     |
| 30  | Женско становништво од 12 до 14 година                                                           | 1103     |
| 31  | Становништво од 15 до 17 година                                                                  | 2232     |
| 32  | Мушко становништво од 15 до 17 година                                                            | 1120     |
| 33  | Женско становништво од 15 до 17 година                                                           | 1112     |
| 34  | Становништво од 18 до 24 године                                                                  | 4427     |
| 35  | Мушко становништво од 18 до 24 године                                                            | 2153     |
| 36  | Женско становништво од 18 до 24 године                                                           | 2274     |
| 37  | Женско становништво од 15 до 49 година                                                           | 8860     |
| 38  | Становништво са 60 и више година                                                                 | 1058     |
| 39  | Мушко становништво са 60 и више година                                                           | 516      |
| 40  | Женско становништво са 60 и више година                                                          | 542      |
| 41  | Однос између мушкараца и жена                                                                    | 99.76    |
| 42  | Становништво од нуле до 14 година                                                                | 12176    |
| 43  | Становништво од 15 до 64 године                                                                  | 19298    |
| 44  | Становништво од 65 година и више                                                                 | 661      |
| 45  | Просечан број деце                                                                               | 2.42     |
| 46  | Становништво рођено у ентитету                                                                   | 29960    |
| 47  | Мушко становништво рођено у ентитету                                                             | 14955    |
| 48  | Женско становништво рођено у ентитету                                                            | 15005    |
| 49  | Становништво рођено у другом ентитету                                                            | 1953     |
| 50  | Мушко становништво рођено у другом ентитету                                                      | 985      |
| 51  | Женско становништво рођено у другом ентитету                                                     | 968      |
| 52  | Становништво од 5 година и више резидентно у ентитету у јуну 2005. године                        | 27223    |
| 53  | Мушко становништво старосног доба од 5 година и више, резидентно у ентитету у јуну 2005. године  | 13491    |
| 54  | Женско становништво старосног доба од 5 и више година, резидентно у ентитету у јуну 2005. године | 13732    |
| 55  | Становништво од 5 година и више које је живело у другом ентитету у јуну 2005. године             | 249      |
| 56  | Мушко становништво старије од 5 година које је живело у другом ентитету у јуну 2005. године      | 141      |
| 57  | Женско становништво старије од 5 година које је живело у другом ентитету у јуну 2005. године     | 108      |
| 58  | Становништво од 3 године и више које говори аутохтони језик                                      | 86       |
| 59  | Мушко становништво старо 3 године и више које говори аутохтони језик                             | 52       |
| 60  | Женско становништво старо 3 године и више које говори аутохтони језик                            | 34       |
| 61  | Становништво од 3 године и више које говори аутохтони језик и не говори шпански језик            | 1        |
| 62  | Мушко становништво старо 3 године и више које говори аутохтони језик и не говори шпански         | 1        |
| 63  | Женско становништво старо 3 године и више које говори аутохтони језик и не говори шпански језик  | 0        |
| 64  | Становништво старо 3 године и више које говори аутохтони језик и шпански                         | 45       |
| 65  | Мушко становништво старо 3 године и више које говори аутохтони језик и шпански                   | 26       |
| 66  | Женско становништво старо 3 године и више које говори аутохтони језик и шпански                  | 19       |
| 67  | Становништво од 5 година и више које говори аутохтони језик                                      | 86       |
| 68  | Становништво од 5 година и више које говори аутохтони језик и не говори шпански језик            | 1        |
| 69  | Становништво од 5 година и више које говори аутохтони језик и говори шпански језик               | 45       |
| 70  | Становништво у домородачким домаћинствима                                                        | 170      |
| 71  | Становништво са ограничењима у активностима                                                      | 1100     |
| 72  | Становништво са ограниченим ходањем или кретањем, горе или доле                                  | 577      |
| 73  | Становници са ограничењима вида, чак и уз кориштење сочива                                       | 301      |
| 74  | Становништво са ограничењима говора, комуникације или конверзације                               | 105      |
| 75  | Становништво са ограниченим слухом                                                               | 83       |
| 76  | Становништво са ограничењима при одевању, купању или јелу                                        | 42       |
| 77  | Становништво са ограничењима у опажању или учењу једноставних ствари                             | 42       |
| 78  | Становништво са менталним ограничењима                                                           | 104      |
| 79  | Становништво без ограничења активности                                                           | 30449    |
| 80  | Становништво од 3 до 5 година које не похађа школу                                               | 1439     |
| 81  | Мушко становништво од 3 до 5 година које не похађа школу                                         | 716      |
| 82  | Женско становништво од 3 до 5 година које не похађа школу                                        | 723      |
| 83  | Становништво од 6 до 11 година које не похађа школу                                              | 344      |
| 84  | Мушко становништво од 6 до 11 година које не похађа школу                                        | 185      |
| 85  | Женско становништво од 6 до 11 година које не похађа школу                                       | 159      |
| 86  | Становништво од 12 до 14 година које не похађа школу                                             | 391      |
| 87  | Мушко становништво од 12 до 14 година које не похађа школу                                       | 224      |
| 88  | Женско становништво од 12 до 14 година које не похађа школу                                      | 167      |
| 89  | Становништво од 15 до 17 година похађа школу                                                     | 902      |
| 90  | Мушко становништво од 15 до 17 година похађа школу                                               | 410      |
| 91  | Женско становништво између 15 и 17 година живота у школи                                         | 492      |
| 92  | Становништво од 18 до 24 године похађа школу                                                     | 317      |
| 93  | Мушко становништво од 18 до 24 године похађа школу                                               | 161      |
| 94  | Женско становништво од 18 до 24 године похађа школу                                              | 156      |
| 95  | Становништво од 8 до 14 година које не може да чита и пише                                       | 274      |
| 96  | Мушко становништво старосног доба од 8 до 14 година које не може да чита и пише                  | 168      |
| 97  | Женско становништво старосног доби од 8 до 14 година које не може да чита и пише                 | 106      |
| 98  | Становништво од 15 година и више које је неписмено                                               | 1376     |
| 99  | Мушко становништво од 15 година и више које је неписмено                                         | 601      |
| 100 | Женско становништво од 15 година и више које је неписмено                                        | 775      |
| 101 | Становништво старо 15 и више година без школовања                                                | 1827     |
| 102 | Мушко становништво старо 15 и више година без школовања                                          | 860      |
| 103 | Женско становништво старо 15 и више година без школовања                                         | 967      |
| 104 | Становништво старосног доба 15 и више година са непотпуним основним образовањем                  | 3282     |
| 105 | Мушко становништво старосног доба од 15 година и више са непотпуном основним образовањем         | 1675     |
| 106 | Женско становништво старосног доба 15 и више година са непотпуном основним образовањем           | 1607     |
| 107 | Становништво старо 15 и више година са комплетним основним образовањем                           | 5401     |
| 108 | Мушко становништво старо 15 година и више са комплетним основним образовањем                     | 2721     |
| 109 | Женско становништво старо 15 и више година са комплетним основним образовањем                    | 2680     |
| 110 | Становништво старосног доба 15 и више година са непотпуним средњим образовањем                   | 1704     |
| 111 | Мушко становништво старосног доба од 15 година и више са непотпуним средњим образовањем          | 946      |
| 112 | Женско становништво старосног доба од 15 година и више са непотпуним средњим образовањем         | 758      |
| 113 | Становништво старо 15 и више година са пуним секундарном образовањем                             | 5433     |
| 114 | Мушко становништво старосног доба од 15 година и више са пуним секундарном образовањем           | 2541     |
| 115 | Женско становништво старосног доба од 15 година и више са пуним секундарном образовањем          | 2892     |
| 116 | Становништво старије од 18 година са постосновним образовањем                                    | 1893     |
| 117 | Мушко становништво старије од 18 година са постосновним образовањем                              | 948      |
| 118 | Женско становништво старије од 18 година са постосновним образовањем                             | 945      |
| 119 | Просечна оцена школовања                                                                         | 6.61     |
| 120 | Просечан ниво образовања мушке популације                                                        | 6.58     |
| 121 | Просечан ниво образовања женског становништва                                                    | 6.64     |
| 122 | Економски активно становништво                                                                   | 13004    |
| 123 | Економски активна мушка популација                                                               | 9002     |
| 124 | Економски активна женска популација                                                              | 4002     |
| 125 | Становништво које није економски активно                                                         | 9043     |
| 126 | Мушко становништво које није економски активно                                                   | 1906     |
| 127 | Женско становништво које није економски активно                                                  | 7137     |
| 128 | Запослено становништво                                                                           | 12214    |
| 129 | Запослено мушко становништво                                                                     | 8346     |
| 130 | Запослено женско становништво                                                                    | 3868     |
| 131 | Незапослена популација                                                                           | 790      |
| 132 | Незапослена мушка популација                                                                     | 656      |
| 133 | Незапослена женска популација                                                                    | 134      |
| 134 | Становништво без права на здравствене услуге                                                     | 10785    |
| 135 | Становништво које има право на здравствене услуге                                                | 21253    |
| 136 | Становништво које има право на ИМСС                                                              | 12019    |
| 137 | Становништво које има право на социјално осигурање                                               | 143      |
| 138 | Становништво које има право на државно социјално осигурање                                       | 13       |
| 139 | Становништво које има право на опште осигурање или здравствено осигурање за нову генерацију      | 9123     |
| 140 | Становништво које је било једном или није било у браку током 12 година и више                    | 7504     |
| 141 | Венчано или уједињено становништво од 12 година и више                                           | 13177    |
| 142 | Становништво које је било у браку или уједињено 12 година и више                                 | 1460     |
| 143 | Становништво са католичком религијом                                                             | 30159    |
| 144 | Протестанти, еванђелисти и библијски следбеници различити од еванђелиста                         | 1335     |
| 145 | Становништво са другим религијама различитим од претходних                                       | 7        |
| 146 | Становништво без религије                                                                        | 423      |
| 147 | Укупно пописаних домаћинства                                                                     | 7287     |
| 148 | Пописна домаћинства на челу са мушкарцима                                                        | 5982     |
| 149 | Пописна домаћинства на челу са женама                                                            | 1305     |
| 150 | Становништво у пописним домаћинствима                                                            | 32137    |
| 151 | Становништво у пописним домаћинствима на челу са мушкарцима                                      | 26893    |
| 152 | Становништво у пописним домаћинствима на челу са женама                                          | 5244     |
| 153 | Укупно домаћинстава                                                                              | 10349    |
| 154 | Укупно насељених домаћинстава                                                                    | 7292     |
| 155 | Укупно приватних кућа                                                                            | 10344    |
| 156 | Насељени приватни домови                                                                         | 7287     |
| 157 | Укупно насељених приватних кућа                                                                  | 7291     |
| 158 | Ненасељене приватне куће                                                                         | 2819     |
| 159 | Појединачна домаћинства за привремену употребу                                                   | 238      |
| 160 | Становници у насељеним приватним кућама                                                          | 32137    |
| 161 | Насељеност станара у приватним становима                                                         | 4.41     |
| 162 | Просечно становника по соби у приватним насељеним домаћинствима                                  | 1.56     |
| 163 | Појединачна домаћинства са подовима од различитих материјала од земље                            | 6596     |
| 164 | Појединачна домаћинства у приземљу                                                               | 618      |
| 165 | Појединачна домаћинства са једном спаваћом собом                                                 | 3036     |
| 166 | Појединачна домаћинства са две спаваће собе и више                                               | 4183     |
| 167 | Појединачна домаћинства са једним собом                                                          | 626      |
| 168 | Појединачна домаћинства са две собе                                                              | 2538     |
| 169 | Појединачна домаћинства са 3 собе и више                                                         | 4036     |
| 170 | Појединачна домаћинства која имају електрично светло                                             | 7129     |
| 171 | Појединачна домаћинства која немају електрично светло                                            | 101      |
| 172 | Појединачна домаћинства која имају водоводну воду у стамбеном простору                           | 5955     |
| 173 | Појединачна домаћинства која немају водоводну воду у стамбеном простору                          | 1259     |
| 174 | Појединачна домаћинства која имају тоалет                                                        | 6962     |
| 175 | Појединачна домаћинства која имају канализацију                                                  | 6854     |
| 176 | Појединачна домаћинства која немају канализацију                                                 | 354      |
| 177 | Појединачна домаћинства која имају електрично светло, довод воде из јавне мреже и канализацију   | 5873     |
| 178 | Појединачна домаћинства без икаквих услова                                                       | 51       |
| 179 | Појединачна домаћинства која имају радио                                                         | 6089     |
| 180 | Појединачна домаћинства која имају телевизор                                                     | 7040     |
| 181 | Појединачна домаћинства која имају фрижидер                                                      | 5762     |
| 182 | Појединачна домаћинства која имају машину за веш                                                 | 5272     |
| 183 | Појединачна домаћинства која имају аутомобил или комби                                           | 2210     |
| 184 | Појединачна домаћинства која имају рачунар                                                       | 516      |
| 185 | Појединачна домаћинства која имају фиксну телефонску линију                                      | 1768     |
| 186 | Појединачна домаћинства која имају мобилни телефон                                               | 4900     |
| 187 | Појединачна домаћинства која имају приступ интернету                                             | 194      |
| 188 | Величина локације                                                                                | 9        |